# Орден «За видатні заслуги» (НРТКУ)
Орден "За видатні заслуги"  є високою громадською нагородою Національної Ради Тюрків Карапапаків України для нагородження громадян за видатні особисті заслуги перед Українською державою, Тюркським світом та Тюрко-Карапапакським народом. Орден заснований 8 квітня 2018 року. Орден «За видатні заслуги» по статусу друга висока нагорода після Ордена «Зірка Тенгрі» в капітулі орденів Національної Ради Тюрків-Карапапаків України. Згідно з Положенням «Про премії і нагороди» Національної Ради Тюрків-Карапапаків України, молодша нагорода після Ордена «За видатні заслуги» є, заснований в 2015 році, Орден «Білий Барс».

## Історія
Орден «За видатні заслуги» заснований 8 квітня 2018 року рішенням Президії Національної Ради Тюрків-Карапапаків України відповідно до Законів України "Про державні нагороди України" та "Про громадські об'єднання", в тому числі Статуту Національної Ради Тюрків-Карапапаків України.  Знак Ордена "За видатні заслуги" було виготовлено ТОВ "Виробничо-творче об'єднання "ОРДЕН" (м.Київ) в січні 2019 року.

## Статут
Відповідно до Статуту Національної Ради Тюрків-Карапапаків України та Статуту Ордена «За видатні заслуги», Орденом нагороджує Голова Національної Ради Тюрків-Карапапаків України, у виняткових випадках Голова Президії Національної Ради. Клопотати про нагородження Орденом можуть: члени Президії НРТКУ, Генеральний секретар НРТКУ  та Голови обласних організацій НРТКУ. Після розгляду клопотання в Комісії з Нагород НРТКУ, Голова НРТКУ приймає рішення про нагородження Орденом «За видатні заслуги». Остаточне рішення про нагородження Орденом безпосередньо залежить від Голови НРТКУ. Орден вручають нагородженому: Голова НРТКУ, Голова Президії НРТКУ, Генеральний секретар НРТКУ або уповноважений ними представник НРТКУ. Нагороджений Орденом іменується кавалером Ордена «За видатні заслуги». 
Будь-яка особа, нагороджена Орденом «За видатні заслуги» не може бути, у жодному разі, позбавлена Ордена. Ніяка судова інстанція, державний орган чи органи Національної Ради Тюрків-Карапапаків України не мають права позбавити кавалера Ордена нагороди. 
Орденом «За видатні заслуги» можуть бути нагороджені громадяни України, іноземні громадяни та особи без громадянства у наступних випадках:
- За визначні особисті заслуги, які сприяють процвітанню, розвитку та зміцненню Української держави;
- За мужність та відвагу, виявлені в обороні територіальної цілісності України та захисті  державних інтересів України;
- За захист національних інтересів Тюрків-Карапапаків.

Орденом «За видатні заслуги» іноземці та особи без громадянства можуть бути нагороджені у наступних випадках:
- За визначні особисті заслуги перед народом та державою Україна;
- За визначні особисті заслуги перед Тюркським світом;
- За захист національних інтересів Тюрків-Карапапаків світу;
- За службу Національній Раді Тюрків-Карапапаків України.

## Опис ордена
Знак ордена - Восьмикутна зірка, яка прикріплена на червоно-зеленій шийній стрічці шириною 37 мм. Восьмикутна зірка, яка є основним елементом нагороди, виготовлена з кольорового металу та покрита позолотою. У центрі знаходиться круглий медальйон із зображенням білого півмісяця і п'ятикутної зірки на червоному тлі. Навколо медальйона по колу розміщені камені синього кольору, які символізують Тюркський світ.
| Кавалер |
|         |
|         |

## Порядок носіння
Восьмикутна зірка ордена носиться на шийній стрічці з рівно розділеного червоно-зеленого кольору. На піджак або на мундир прикріплюється елемент ордена: планка з рівно розділеного червоно-зеленого кольору, з лівого боку грудей.

## Кавалери ордена «За видатні заслуги»
Вперше Орденом «За видатні заслуги» нагороджено, 6 травня 2018 року, Дашгина Гюльмамедова.  Перший наказ про нагородження Орденом підписав Голова Президії Національної Ради Тюрків-Карапапаків України Сергій Гнатюк. 
У 2018 році Орденом «За видатні заслуги» нагороджено 4 осіб. У 2019 році Орденом був нагороджений Голова Асоціації Азербайджансько-Слов'янської Молоді Сабухі Аббасов, Головний радник Президента Туреччини Ялчин Топчу та інші особистості.

| №  | Дата нагородження | Країна      | Кавалер                           | Посада                                                                      | Ref.                 |
| -- | ----------------- | ----------- | --------------------------------- | --------------------------------------------------------------------------- | -------------------- |
| 1  | 6 травня 2018     | Грузія      | Гюльмамедов Дашгин Гюльмамед оглу | Голова Національної Ради тюрків-карапапаків України                         | [ 6 ]                |
| 2  | 10 травня 2018    | Україна     | Гунько Наталія Олексіївна         | Генеральний секретар Національної Ради тюрків-карапапаків України           | [ 7 ]                |
| 3  | 17 червня 2018    | Україна     | Вілят Мірза оглу Халілов          | Заступник Голови Президії Національної Ради Тюрків-Карапапаків України      | [ 8 ]                |
| 4  | 10 грудня 2018    | Україна     | Гнатюк Сергій Вікторович          | Голова Президії Національної Ради Тюрків-Карапапаків України                | [ 9 ] [ 10 ]         |
| 5  | 2 травня 2019     | Азербайджан | Сабухі Мубаріз оглу Аббасов       | Голова Ассосіаціі Азербайджансько Слов'янської Молоді                       | [ 2 ]                |
| 6  | 1 червня 2019     | Туреччина   | Ялчин Халіт оглу Топчу            | Головний радник Президента Туреччини                                        | [ 11 ] [ 12 ] [ 13 ] |
| 7  | 9 червня 2019     | Азербайджан | Гашам Мірза оглу Наджафов         | Азербайджанський поєт і публіцист                                           | [ 14 ]               |
| 8  | 12 червня 2019    | Білорусь    | Сергій Іванович Висоцький         | Голова Білоруської партії Свободи                                           | [ 15 ]               |
| 9  | 14 червня 2019    | Грузія      | Ельмар Байрамалі оглу Гасанов     | Голова Об'єднання Тюрків-Карапапаків Грузії                                 | [ 16 ]               |
| 10 | 21 червня 2019    | Україна     | Драбинко Олександр Миколайович    | Митрополит Переяслав-Хмельницький і Вишневський Православної церкви України | [ 17 ]               |
| 11 | 21 червня 2019    | Україна     | Гришин Артем Валерійович          | Єромонах Православної церкви України                                        | [ 17 ]               |
| 12 | 21 червня 2019    | Україна     | Лисов Ігор Володимирович          | Голова Парафіяльної Ради Свято-Преображенського Собору ПЦУ                  | [ 17 ]               |